# Danza en Indonesia

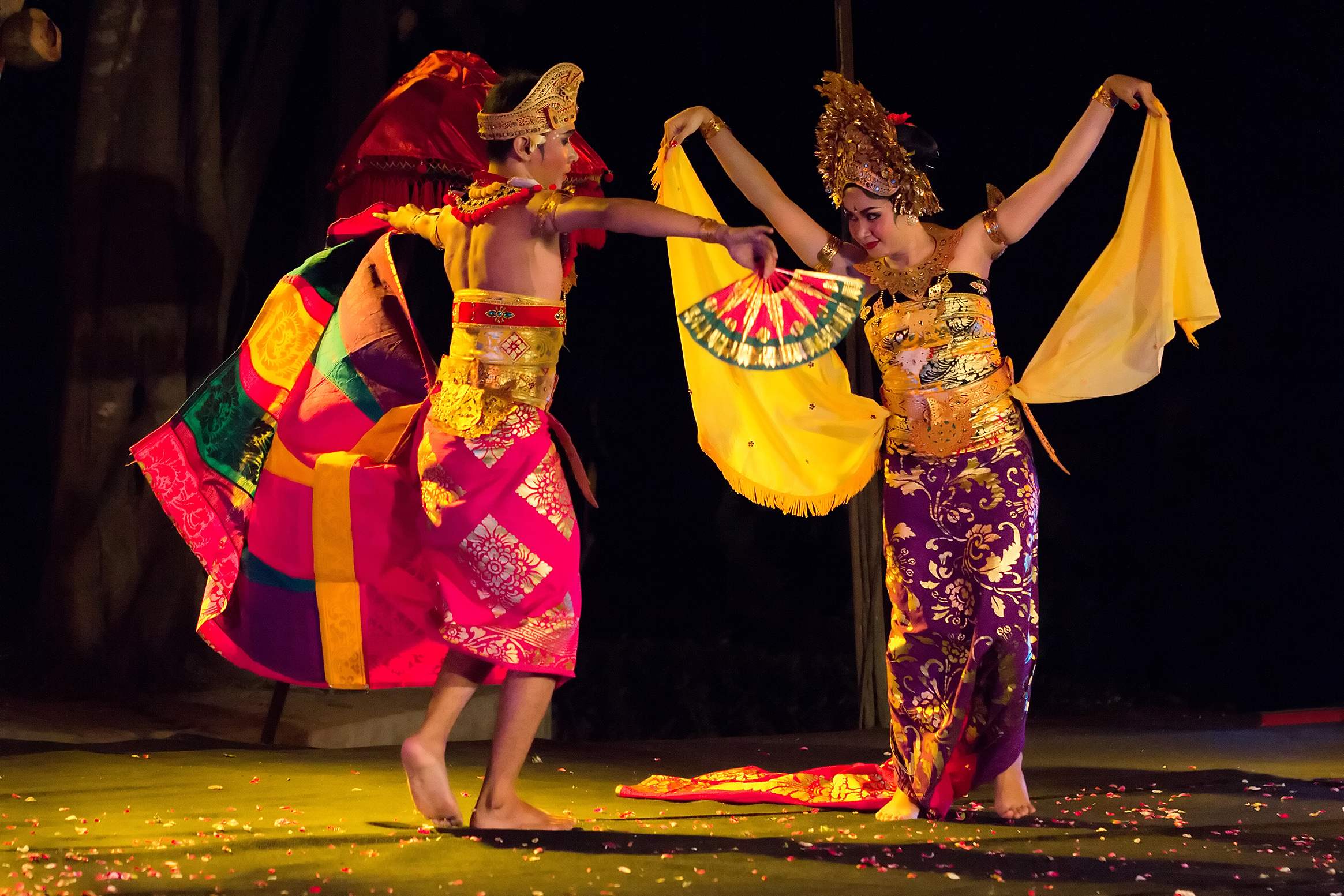
balinesa representada por una pareja de bailarines.

La danza en Indonesia  (en indonesio: Tarian Indonesia) refleja la diversidad de los grupos étnicos del país y sus culturas. Hay más de setecientos grupos étnicos distintos en Indonesia: la raíz de los pueblos austronesios y las formas tribales melanesas son evidentes, además de un rango de influencias que se extienden de sus países vecinos en Asia e incluso el occidente, a través de la colonización. Cada grupo étnico tiene sus propios bailes, haciendo del total de bailes en Indonesia de más de tres mil danzas originarias. Las viejas tradiciones de danza y drama son preservadas actualmente en muchas escuelas de danza, siendo esto no sólo en las cortes, sino también en espacios administrados por el gobierno y academias de arte supervisadas.
Con fines de clasificación, la danzas de Indonesia se pueden dividir de acuerdo con varios aspectos. En el aspecto histórico, se puede dividir en tres épocas: la era prehistórica tribal, la era hindú-budista y la era del Islam. De acuerdo a sus clientes, puede dividirse en dos géneros: la danza de la corte y la danza folclórica. En su tradición, la danza indonesia se puede dividir en dos tipos: la danza tradicional y la danza contemporánea.
En Bali, el 19 de noviembre de 2011, la UNESCO anunció la danza tradicional Saman de la provincia de Aceh como patrimonio cultural inmaterial del mundo. La danza Saman es única, debido a la velocidad de movimiento y la armonía entre los bailarines.

## Épocas históricas

### La Era Tribal Prehistórica

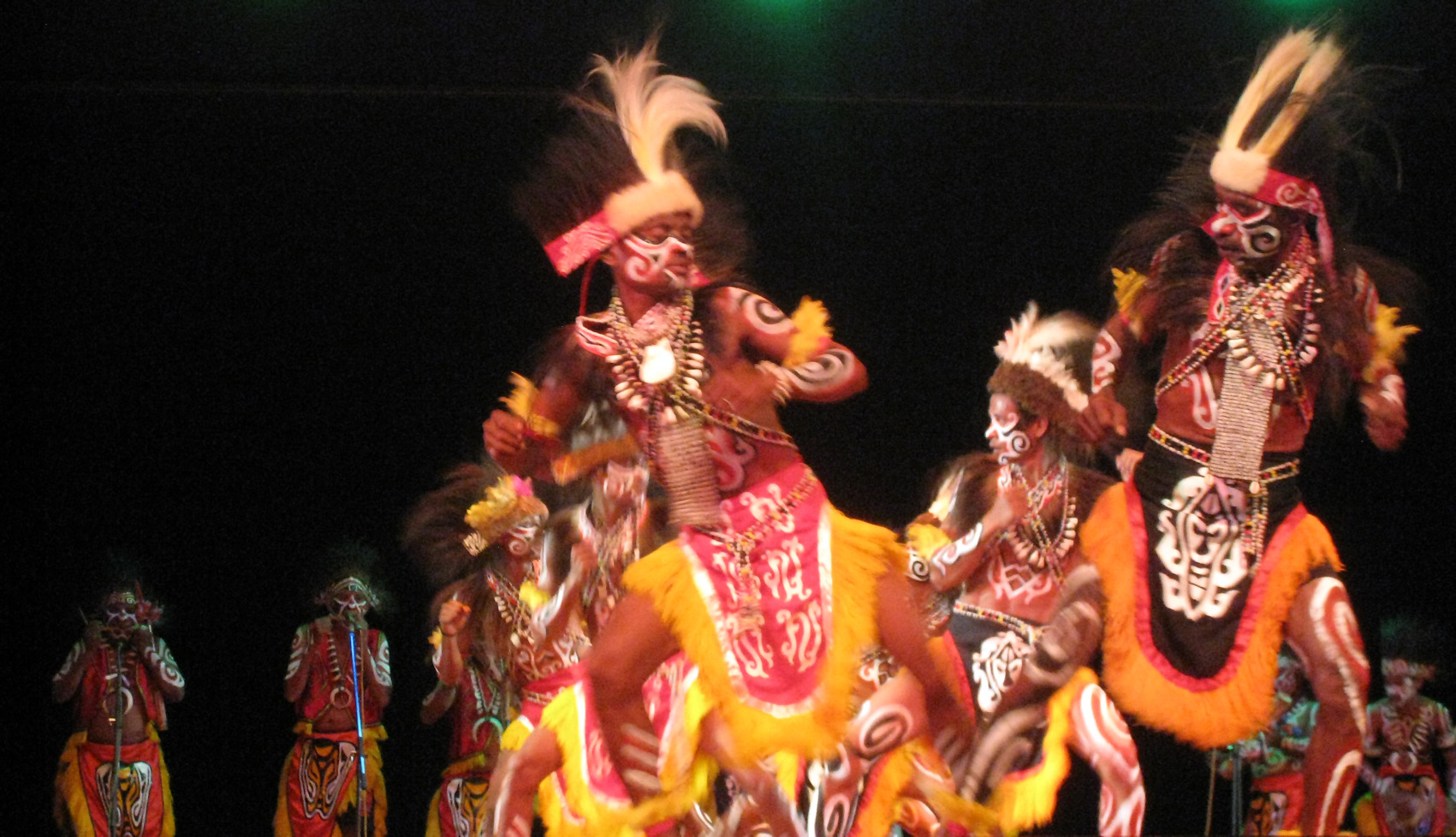
Danza de guerra tribal de Yapen, Papúa.

Antes de su contacto con el mundo exterior, la gente del archipiélago indonesio ya había desarrollado sus propios estilos de baile, siendo aún conservados por los que se resisten a las influencias externas y escogen la vida tribal en el interior de Sumatra, (por ejemplo: los Batak, Nías, Mentawai); de Kalimantan/Borneo (por ejemplo: los Dayak, los Punan o los Iban); de Java (como los Badui), de Sulawesi (están los Toraja, Minahasa), de las Islas Molucas y de Papúa (ejemplo: Dani, Amungme).
Las danzas en Indonesia, se cree por muchos estudiosos, que han tenido su comienzo en los rituales y el culto religioso. Estos bailes se basan generalmente en rituales, como las danzas de guerra, la danza de los brujos, y la danza para pedir lluvia o rituales agrícolas relacionados como la danza ritual Hudoq de los Dayak. Danzas de guerra tales como Cakalele de los Moluccas y Kabasaran, baile de Minahasa, en Sulawesi del Norte. Otros se inspiran en la naturaleza, como el Tari Merak (Danza del Pavo Real) de Java Occidental. Las formas antiguas se caracterizan por movimientos repetitivos, como el Tor-Tor, la danza de los Batak de (Sumatra del Norte). El baile también tiene la intención de dejar que el espíritu interno del ser humano salga, pero también para calmar o apaciguar a los espíritus. Algunas de las danzas tribales que implican la condición mental de trance son interpretadas como la canalización de los espíritus a través de los movimientos del cuerpo del bailarín. Tari Sanghyang Dedari es una danza especial de Bali, en la cual los bailarines son niñas prepúberes en trance, persiguiendo a los malos espíritus. El baile de Kuda Lumping también involucra trance.

### La Era Hindú-Budista

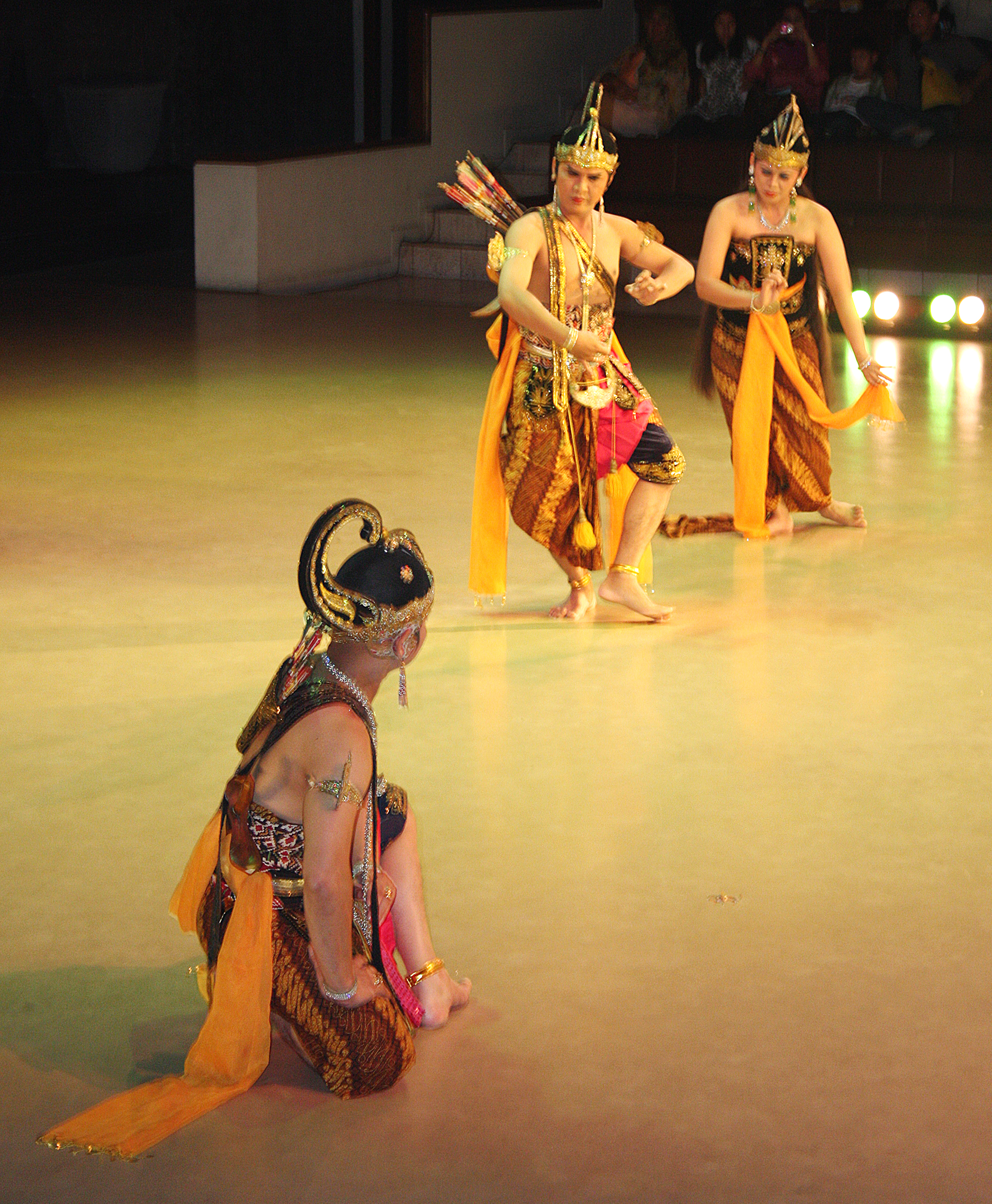
Lákshmana, Rama y Sita en el ballet Ramayana. Prambanan, Java.

Con el advenimiento de las religiones dhármicas en Indonesia, el hinduismo y el budismo se celebraban en el ritual y en el arte. Aunque los poemas son originarios de la India, las épicas Ramayana y Mahabharata han sido durante mucho tiempo adoptadas por los javaneses. Algunos aguafuertes de la historia pueden ser encontrados en templos que datan del siglo X d. C., y desde entonces, han desempeñado un papel recurrente en la literatura antigua de Java, así como en los espectáculos wayang.
Incorporaron historias del Ramayana, Mahabharata y también ciclos Panji en la danza-teatro, que se llama sendratari (danza-teatro), o en ocasiones simplemente traducido como "ballet". Métodos altamente estilizados de danzas se han desarrollado y siguen siendo evidentes hoy en día, sobre todo en las islas de Java y Bali. El teatro-danza javanés Ramayana es organizado e interpretado regularmente en el templo Prambanan, construido en el siglo IX, ubicado a unos 18 km al este de Yogyakarta en dirección a Surakarta; mientras que su homólogo de Bali también se realiza en varios templos balineses en toda la isla. El teatro-danza javanés wayang wong tomó historias de los episodios del Ramayana o del poema hindú Mahabharata.  Sin embargo, los bailes son distintos a los de la India. Mientras los gestos con las manos siguen siendo muy importantes, los bailarines indonesios no tienen la atención de los indios para la mudra, en su lugar, las danzas incorporaron formas locales. Las danzas de la corte javanesas destacaron en sus movimientos gráciles y lentos, mientras que los bailes de la corte de Bali son más dinámicos y muy expresivos. La danza ritual sagrada javanesa de Bedhaya tiene movimientos muy suaves y elegantes. Se cree que tienen su raíz en la corte de Majapahit (siglo XIV) o probablemente antes, y se originó como danza ritual realizada por vírgenes para adorar deidades hindúes como Shiva, Brahmá y Visnú.
En Bali, los bailes se han convertido en parte integral de los rituales hindúes balineses. Los expertos creen que la danza balinesa se ha derivado de una tradición más antigua en la danza de Java. Frisos en los templos de Java oriental, construidos durante el siglo XIV, muestran tocados casi idénticos a los que todavía se utilizan para las danzas en Bali hoy. Estos representan una continuidad ininterrumpida de forma notable de al menos 600 años de antigüedad. Ciertas danzas sagradas son reservadas y sólo se realizan durante cierta ceremonia religiosa. Cada danza balinesa tiene funciones especiales, de las danzas rituales sagradas realizadas sólo en los templos balineses, como la sagrada sanghyang dedari y el baile barong que implica trance, danza-drama que volvió a contar las leyendas y cuentos populares, tales como legong y kecak, al baile de bienvenida a los invitados, como pendet o el baile social de la juventud, como el joged. El baile topeng, también popular en Java y Bali, a menudo tomó la historia de los cuentos Panji, originada a partir del reinado Kediri en el siglo XII. Las danzas topeng notables son la danza topeng Cirebon y baile topeng Bali. Los cuentos Panji, que cuentan el romance entre el príncipe Panji Inu del antiguo reino javanés de Jenggala con la princesa Galuh Chandra Kirana del vecino reino de Kediri, siguen siendo una fuente de inspiración, tanto en Java como en las tradiciones de danza balinesa.

### La Era Islámica

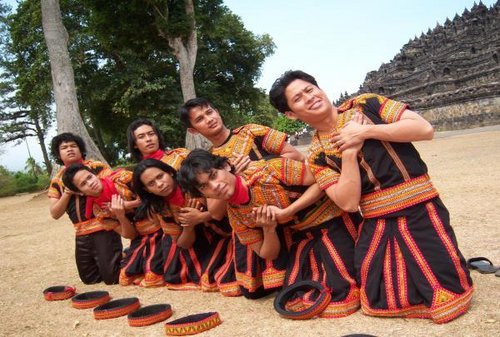
Saman espectáculo de danza Aceh.

A pesar de que la nueva religión del Islam penetró gradualmente la región, las danzas nativas y dhármicas siguieron siendo populares. Artistas e intérpretes continuarían utilizando los estilos de las épocas anteriores, haciendo cambios en las historias (las cuales tomaron un giro islámico) y en la vestimenta (que tomó un camino más modesto en relación con las enseñanzas islámicas). Este cambio es evidente en Tari Persembahan de Jambi. Los bailarines aún estaban adornados con el oro intricado de la era Hindú/Budista, pero sus vestidos son más modestos.
La nueva era trajo nuevos estilos de baile: las danzas Zapin de los malayos y los achinenses Tari Saman adoptaron estilos de baile y música típicos de Arabia y Persia, y los combinaron con estilos indígenas para formar una nueva generación de la danza en la era del Islam. La adopción de instrumentos musicales persas y árabes, como el rebana, tambur, y los tambores gendang, que se han convertido en el principal instrumento en las danzas islámicas, así como el canto que a menudo cita cantos islámicos.

## Lista de bailes
| - Baris - Barong - Cendrawasih - Condong - Gambuh - Janger - Joged - Kebyar duduk - Kecak - Legong - Mageret Pandan - Manuk Rawa - Oleg - Panyembrama - Pendet - Sanghyang - Sekar Jepun - Topeng | - Bedhaya - Gambyong - Gandrung - Golek - Kuda lumping - Wayang wong - Wayang gedog - Topeng Malang - Remo - Reog Ponorogo - Ronggeng - Serimpi - Dewi - Jaipongan - Keurseus - Kupu-kupu - Merak - Ratu Graeni - Reog Sunda - Sisingaan - Cokek - Lenggang Betawi - Ondel-ondel - Ronggeng - Topeng Betawi - Yapong | - Saman - Seudati - Likok Pulo - Rapai Geleng - Ranub Lampuan - Tortor - Sigale-gale - Alang Babega - Indang - Lilin - Pasambahan - Payung - Piring - Randai - Rantak - Gending Sriwijaya - Tanggai - Mejeng Basuko - Rodat Cempako - Pagar Pengantin - Joget Melayu - Persembahan - Sekapur Sirih - Tandak - Zapin | - Gantar - Hudoq - Kancet Pepatai - Kancet Ledo - Kancet Lasan - Serumpai - Kuyang - Kabasaran - Maengket - Poco-poco - Ma'badong - Gandrang Bulo - Paduppa - Pakarena - Cakalele - Sajojo |